# Tuvalu Telecommunications Corporation
Die Tuvalu Telecommunications Corporation (TTC) ist ein tuvaluisches Staatsunternehmen mit Sitz in Funafuti. Es ist das einzige Telekommunikationsunternehmen des Landes. TTC wird von Simeti Lopadi geleitet und hat 47 Mitarbeiter (Stand 2009).
Das Unternehmen untersteht dem Ministerium für Kommunikation, Transport und Fischerei. TTC wurde 1994 auf Grundlage des Tuvalu Telecommunications Corporation Act, Nr. 4 aus dem Jahr 1993 gegründet. Dieser wurde 2012 angepasst.
Ein Verkauf an das internationale Unternehmen Digicel wurde 2012 aufgrund der geforderten Exklusivität von der Regierung abgelehnt. Bis 2012 hatte das Unternehmen die exklusiven Rechte für Telekommunikationsdienstleistungen.
TTC bietet Telefon- und Internetlösungen für Festnetz und Mobilfunk sowie Satellitenlösungen an.  Für die kommenden Jahre (Stand 2012) plant die TTC drei große Projekte, darunter ein Unterseekabel nach Fidschi.

## Festnetz
TTC bietet Festnetzlösungen für Telefonie und Internet an. Es gibt 1000 Festnetzanschlüsse auf Funafuti sowie 300 auf den anderen Inseln und Atollen (Stand 2012).

## Mobilfunk
Das Mobilfunknetz der Tuvalu Telecommunications Corporation wurde 2007 durch einen Sturm komplett zerstört. 2009 wurde innerhalb von drei Wochen durch das Unternehmen Pactel International ein neues Mobilfunknetz für Funafuti aufgebaut. Das Netz unterstützt EDGE. Derzeit (Stand 2012) ist Mobilfunk neben Funafuti auch auf Nukulaelae und Vaitupu möglich. 1300 SIM-Karten sind im Umlauf (Stand 2012).

## Satellit

### Internet
TTC hat im Juni 2014 ein Fünfjahres-Abkommen mit dem Unternehmen Kacific Broadband Satellites unterzeichnet. Ab 2017 soll somit Hochgeschwindigkeits-Internet von bis zu 225 Mbit/s bereitgestellt werden.

### Fernsehen
Derzeit (Stand 2013) ist der Empfang von Fernsehen, der durch TTC bereitgestellt wurde beziehungsweise wird, nur noch eingeschränkt über sky Pacific möglich.